# Polaron
Polarón je kvazidelec, ki je sestavljen iz električnega naboja in spremljajočega polja polarizacije. Polaroni igrajo veliko vlogo v teoriji defomacij kristala.
Teorijo polaronov sta razvila ruski fizik Lev Davidovič Landau (1908 -1968) in ukrajinski fizik Solomon Isakovič Pekar.
Ko se elektroni gibljejo skozi ionski kristal, ustvarja v svoji okolici električno polje in s tem polarizacijo. Elektron odbija enako nabite ione in privlači nasprotno nabite. Ta polarizacija se giblje skupaj z elektronom. Kristalna mreža pa s tem zavira potovanje elektrona. Polaronu lahko pripišemo tudi spin. Dva bližnja polarona nimata spina. Imenujemo ju bipolaron.
Polarone ne ustvarjajo samo elektroni ampak tudi protoni, devteroni in mioni. V magnetnih kristalih se opazijo tudi magnetni polaroni.
Polaron spada med fermione (spin je enak {\displaystyle \hbar /2}, {\displaystyle 3\hbar /2},…). Ne smemo ga zamenjavati s kvazidelcem polaritonom, ki pa je bozon (spin je celoštevilčen).
Pojem polarona lahko razširimo še na druge oblike. Med znanimi so akustični, piezoelektrični, elektronski, vezani, ujeti in molekularni polaroni ter še mnogi drugi. Posebno zanimivi so bipolaroni in mnogopolaronski sistemi. 
Ta vrsta polarona igra pomenbno vlogo v superprevodnosti. Novo področje, ki je zanimivo, je področje polprevodniških nanostruktur.